# Biggie & Tupac
Biggie & Tupac é um documentário lançado em 11 de janeiro de 2002 destacando a relação entre os falecidos ícones da música rap The Notorious B.I.G. e Tupac Shakur, produzido por Nick Broomfield. É uma investigação da morte dos dois rappers, que alguns dizem terem sido orquestradas por Suge Knight, cabeça da Death Row Records.
O filme recebeu grandes créditos por ter aberto preceitos sobre a morte de Biggie. Embora ainda se mantenha inconclusiva, a pergunta "Quem matou 2Pac?" recebe diversas opiniões. Em uma entrevista a BBC em 7 de março de 2005, Broomfield afirmou (citando Snoop Dogg): O grande cara que estava ao lado dele... Suge Knight.